# Tha Eastsidaz
Tha Eastsidaz ist ein US-amerikanisches Hip-Hop-Duo aus Long Beach, Kalifornien, bestehend aus (Big) Tray Deee und Goldie Loc.

## Werdegang
Sowohl (Big) Tray Deee, als auch Goldie Loc waren Protegés von Snoop Dogg. Dieser gründete die Gruppe 1999 und veröffentlichte ihr Debütalbum Snoop Dogg Presents Tha Eastsidaz auf seinem eigenen Label Dogghouse Records, das von der RIAA mit einer Platin-Schallplatte ausgezeichnet wurde. Schon im nächsten Jahr folgte daraufhin das zweite Album Duces 'N Trayz: The Old Fashioned Way, das ebenfalls noch Gold erhielt. Die Gruppe brach dann jedoch auseinander, als (Big) Tray Deee zu zwölf Jahren Gefängnis verurteilt wurde.

## Diskografie

### Alben
- 2000: Snoop Dogg Presents Tha Eastsidaz (mit Snoop Dogg)
- 2001: Duces ’N Trayz: The Old Fashioned Way (mit Snoop Dogg)

### Singles
- 2000: G’d Up (mit Snoop Dogg)
- 2000: Got Beef (mit Snoop Dogg feat. Jayo Felony & Blaqthoven)
- 2001: Lay Low (mit Snoop Dogg feat. Nate Dogg, Master P & Butch Cassidy)